# エスタジオ・ゴヴェルナドール・プラーシド・カステロ
カステロン（ポルトガル語: Castelão）としても知られるエスタジオ・ゴヴェルナドール・プラーシド・カステロ (ポルトガル語: Estádio Governador Plácido Castelo)は、ブラジルのセアラー州フォルタレザにあるスタジアムである。
1973年にオープンしたが2002年から3段階に分けて改装工事が行われ、2012年に完全にリニューアルされた。

## 概要
愛称のカステロンはポルトガル語で「大きな城」を意味する。
フォルタレザに本拠地を置くセアラーSCとフォルタレザEC、両チームのホームスタジアムである。2014 FIFAワールドカップでも試合会場の一つとして使用され、準々決勝のブラジル対コロンビア戦を含む6試合が行われた。
スタジアムの改修によって座席の全てが屋根に覆われるようになり、プロジェクトのコンセプトである観光複合施設として役割は果たすためショッピングや映画館、レストラン、ホテルなども併せ持つ。
2012年12月、予定よりも4か月も早く完成し2014 FIFAワールドカップを開催するスタジアムの中では完成第一号となった。

## FIFAコンフェデレーションズカップ2013
| 日時    | 時間(UTC-3) | チーム#1     | 結果                 | チーム#2 | ラウンド  | 観衆   |
| ------- | ----------- | ------------ | -------------------- | -------- | --------- | ------ |
| 6月19日 | 16:00       | ブラジル     | 2-0                  | メキシコ | グループA | 57,804 |
| 6月23日 | 16:00       | ナイジェリア | 0-3                  | スペイン | グループB | 51,263 |
| 6月27日 | 16:00       | スペイン     | 0–0 a.e.t. (PK: 7–6) | イタリア | 準決勝    | 56,083 |

## 2014 FIFAワールドカップ
| 日時    | 時間(UTC-3) | チーム#1   | 結果 | チーム#2         | ラウンド    | 観衆   |
| ------- | ----------- | ---------- | ---- | ---------------- | ----------- | ------ |
| 6月14日 | 16:00       | ウルグアイ | 1-3  | コスタリカ       | Group D     | 58,679 |
| 6月17日 | 16:00       | ブラジル   | 0-0  | メキシコ         | Group A     | 60,342 |
| 6月21日 | 16:00       | ドイツ     | 2-2  | ガーナ           | Group G     | 59,621 |
| 6月24日 | 17:00       | ギリシャ   | 2-1  | コートジボワール | Group C     | 59,095 |
| 6月29日 | 13:00       | オランダ   | 2-1  | メキシコ         | Round of 16 | 58,817 |
| 7月4日  | 17:00       | ブラジル   | 2-1  | コロンビア       | 準々決勝    | 60,342 |